# Chaos A.D.
Chaos A.D. ist das fünfte Studioalbum der brasilianischen Metal-Band Sepultura. Es erschien am 1. September 1993 via Roadrunner Records. Mit diesem Album begann die Band, brasilianische Rhythmen und Perkussion in ihren Sound zu integrieren was in den folgenden Jahren zum Markenzeichen von Sepultura wurde. In sieben Ländern, darunter den USA und Großbritannien, wurde Chaos A.D. mit einer goldenen Schallplatte ausgezeichnet.

## Entstehung
Nachdem Sepultura für das Vorgängeralbum Arise zum ersten Mal ihr Heimatland für die Aufnahmen eines Albums verließen, wurde Chaos A.D. in Wales aufgenommen. Für den Posten des Produzenten waren zunächst der Jazzkomponist John Zorn und Ministry-Sänger Al Jourgensen im Gespräch. Die Wahl fiel schließlich auf Andy Wallace, der bereits Arise abgemischt hatte. Sepultura wünschten sich, die Aufnahmen möglichst in einer von der Außenwelt abgeschotteten Umgebung vorzunehmen. Auf Wallaces Empfehlung wurden die Rockfield Studios in der Nähe von Monmouth im Süden von Wales gebucht, wo unter anderem Queen ihr Album Sheer Heart Attack aufgenommen haben. Das Instrumental Kaiowas wurde in den Ruinen des Chepstow Castle aufgenommen.

„Wir erfuhren von einem südwalisischen Schloss, das zu den ältesten Ruinen Europas zählt und von dem nur noch die Grundmauern stehen. Wir fuhren hin und installierten überall Mikros, um „Kaiowas“ aufzunehmen. Weil es kein schützendes Dach gab, hört man auf dem Album auch die schreienden Möwen.“

Während des Studioaufenthalts spielten Sepultura mehrere Coverversionen ein. Ausgewählt wurden The Hunt von New Model Army, Policia von Titãs, Inhuman Nature von Final Conflict sowie Crucificados pelo Sistema von Ratos de Porão. Alle Coverversionen sollten als B-Seiten verwendet werden. Auf Vorschlag des Gitarristen Andreas Kisser wurde einzig The Hunt für das Album verwendet. In der Aufnahme zu Slave New World ist mit dem Biohazard-Sänger Evan Seinfeld erstmals ein Gastsänger zu hören. Gemischt wurde Chaos A.D. von Andy Wallace in den The Wool Hall Recording Studios in Bath. Das Mastering übernahm George Marino im Studio Sterling Sound in New York. Für die Lieder Refuse/Resist, Territory und Slave New World wurden Musikvideos gedreht. Die Dreharbeiten für das Territory-Video fanden in Israel statt.

## Hintergrund
Mit dem Albumtitel Chaos A.D. will die Band den Zustand der Welt beschreiben. Seit Beginn der Zeitrechnung ist die Erde laut Sänger Max Cavalera von Gewalt und Terror geprägt. Das erste Lied Refuse/Resist beginnt mit dem Herzschlag von Max Cavaleras zum damaligen Zeitpunkt noch ungeborenem Sohn Zyon. Territory befasst sich mit dem Nahostkonflikt, während Slave New World ein Protestlied gegen Zensur ist. Amen behandelt das Massaker auf David Koreshs Sekte in Waco. In Kaiowas geht es um den gleichnamigen Indianerstamm aus dem brasilianischen Regenwald, der aus Protest gegen eine von der Regierung angeordnete Zwangsumsiedlung kollektiven Selbstmord beging. Der Text zu Biotech is Godzilla wurde von Jello Biafra verfasst. Biafra ist der Meinung, dass AIDS ein Produkt der US-amerikanischen Gentechnologie ist und bewusst als Waffe entwickelt wurde. In seinem Text werden Politiker verdammt, welche die Gentechnologie missbrauchen. Manifest handelt von einem Aufstand im Carandiru-Gefängnis von São Paulo im Oktober 1992. Der Aufstand wurde von der Polizei mit einem Massaker beendet. Nach offiziellen Angaben wurden 111 Häftlinge getötet, von denen ungefähr 80 Prozent lediglich in Untersuchungshaft waren. Max Cavaleras Stimme klingt dabei wie die eines Nachrichtensprechers.

## Titelliste
1. Refuse/Resist – 3:20
2. Territory – 4:48
3. Slave New World – 2:55
4. Amen – 4:27
5. Kaiowas – 3:44
6. Propaganda – 3:33
7. Biotech Is Godzilla – 1:53
8. Nomad – 4:59
9. We Who Are Not as Others – 3:43
10. Manifest – 4:50
11. The Hunt – 3:59
12. Clenched Fist – 4:59
13. Chaos B. C. – 5:12 a
14. Kaiowas (Tribal Jam) – 3:47 a
15. Territory (live) – 4:48 a
16. Amen / Inner Self (live) – 8:42 a

## Rezeption
Chaos A.D. belegte im Soundcheck des deutschen Rock-Hard-Magazins mit einer Durchschnittsnote von 8,83 den zweiten Platz hinter dem Rush-Album Counterparts. Laut Holger Stratmann enthält das „nahezu perfekte“ Album „zwölf Kracher, die Sepultura kompromissloser denn je erscheinen lassen“. Die Rock-Hard-Leser wählten Chaos A.D. zum „Album des Jahres“. Allerdings belegte das Album auch Platz sechs in der Kategorie „Enttäuschung des Jahres“.
In den Redaktionscharts des Metal Hammers landete Chaos A.D. auf dem dritten Platz mit 4,9 von 7 möglichen Punkten, hinter Counterparts und Motörheads Album Bastards. Der spätere Chefredakteur Robert Müller vergab 6 Punkte und bezeichnete die Platte als "modern, abwechslungsreich und einfach frisch (...) ein ganz anderes Gesicht" der Band, und bilanzierte: "Musikalisch sind sie, indem die viele standardisierte Metal-Schnörkel abgeworfen haben und lieber der Energie des Hardcore oder der Aggression reinen Lärms frönen, direkter geworden."

## Kommerzieller Erfolg

### Chartplatzierungen
Chaos A.D. erreichte in Deutschland, Schweden und dem Vereinigten Königreich je Rang elf der Charts. In den US-amerikanischen Billboard 200 belegte es Rang 32.
| ChartsChartplatzierungen       | Höchstplatzierung | Wochen |
| ------------------------------ | ----------------- | ------ |
| Deutschland (GfK)              | 11 (10 Wo.)       | 10     |
| Österreich (Ö3)                | 19 (16 Wo.)       | 16     |
| Schweiz (IFPI)                 | 15 (7 Wo.)        | 7      |
| Vereinigte Staaten (Billboard) | 32 (7 Wo.)        | 7      |
| Vereinigtes Königreich (OCC)   | 11 (5 Wo.)        | 5      |

### Auszeichnungen für Musikverkäufe
| Land/Region                  | Auszeichnungen für Musikverkäufe (Land/Region, Auszeichnung, Verkäufe) | Verkäufe |
| ---------------------------- | ---------------------------------------------------------------------- | -------- |
| Australien (ARIA)            | Gold                                                                   | 35.000   |
| Indonesien (ASIRI)           | Gold                                                                   | 25.000   |
| Niederlande (NVPI)           | Gold                                                                   | 50.000   |
| Vereinigte Staaten (RIAA)    | Gold                                                                   | 500.000  |
| Vereinigtes Königreich (BPI) | Gold                                                                   | 100.000  |
| Insgesamt                    | 5× Gold ·                                                              | 710.000  |